# Carlos T. Martinez
| 143641 Sapello | 5 luglio 2003  |
| 196481 VATT    | 23 maggio 2003 |

Carlos T. Martinez (...) è un astronomo statunitense.
Ha ottenuto il master in astronomia all'Università del Nuovo Messico nel 2006.
Il Minor Planet Center gli accredita la scoperta di cinque asteroidi, effettuate tra il 2003 e il 2004, tutte in collaborazione con William H. Ryan.